# The Southern Harmony and Musical Companion
The Southern Harmony and Musical Companion (в превод: Южняшка хармония и музикален съпровод) е вторият студиен албум на американската Блус рок група Блек Кроус, който излиза през 1992 година.
Почти всички песни в албума стават хитове, като четири от тях са издадени като сингли и достигат първо място в класацията за „Рок песен от албум“. Това са композициите: Remedy (11 седмици №1), Thorn in My Pride (4 седмици №1), Sting Me (2 седмици №1) и Hotel Illness (6 седмици №1). По този начин албумът поставя рекорд за брой песни в класацията. Предишното най-добро постижение е било на ЗиЗи Топ през 1990 г. с три песни в класацията.
Самият албум също достига първо място в класацията на Билборд 200 за албуми. През 2006 г. списанието „Китарен свят“ включва албума в листата за „100 най-добри китарни албума за всички времена“. The Southern Harmony and Musical Companion добива Мултиплатинен 2х статус, продавайки се в над 2 000 000 копия само за територията на САЩ и Канада от издаването си.

## Списък на песните
Всички композиции са написани от Крис и Рич Робинсън с изключение на последната, която е кавър на песен на Боб Марли.
1. Sting Me – 4:39
2. Remedy – 5:22
3. Thorn in My Pride – 6:03
4. Bad Luck Blue Eyes Goodbye – 6:28
5. Sometimes Salvation – 4:44
6. Hotel Illness – 3:59
7. Black Moon Creeping – 4:54
8. No Speak No Slave – 4:01
9. My Morning Song – 6:15
10. Time Will Tell (Bob Marley) – 4:08

## Музиканти
- Крис Робинсън – вокали
- Рич Робинсън – китари
- Марк Форд – китари
- Джони Колт – бас
- Стив Гормън – барабани

## Комерсиални Класации
Албуми – Билборд (Северна Америка)
| Година | Класация    | Позиция |
| ------ | ----------- | ------- |
| 1992   | Билборд 200 | 1       |

Сингли – Билборд (Северна Америка)
| Година | Сингъл                     | Класация             | Позиция |
| ------ | -------------------------- | -------------------- | ------- |
| 1992   | Hotel Illness              | Мейнстрийм рок песни | 1       |
| 1992   | Remedy                     | Мейнстрийм рок песни | 1       |
| 1992   | Remedy                     | Билборд нови 100     | 48      |
| 1992   | Sting Me                   | Мейнстрийм рок песни | 1       |
| 1992   | Thorn in My Pride          | Мейнстрийм рок песни | 1       |
| 1992   | Thorn in My Pride          | Билборд нови 100     | 80      |
| 1993   | Bad Luck Blue Eyes Goodbye | Мейнстрийм рок песни | 40      |
| 1993   | Sometimes Salvation        | Мейнстрийм рок песни | 7       |